# Jonas Salk
Jonas Edward Salk (/sɔːlk/; 18 tháng 10 năm 1914 – 23 tháng 6 năm 1995) là một nhà vi rút học và nhà nghiên cứu y khoa người Mỹ gốc Do Thái. Ông khám phá và phát triển vắc-xin bại liệt bất hoạt hóa thành công đầu tiên. Sinh ra tại thành phố New York, ông theo học tại khoa Y Đại học New York, rồi chọn làm nghiên cứu y học thay vì hành nghề bác sĩ.
Cho tới năm 1957, khi vắc-xin của Salk được công bố, bệnh bại liệt được xem là một trong những vấn nạn sức khỏe cộng đồng đáng sợ nhất trên thế giới. Thời kỳ hậu chiến tại Mỹ, những dịch bệnh thường niên đang lây lan nhanh chóng. Đợt dịch bệnh 1952 là đợt bùng phát tồi tệ nhất trong lịch sử nước Mỹ. Với gần 58.000 ca nhiễm được báo cáo vào năm đó, 3.145 người chết và 21.269 người sống sót với di chứng bại liệt, mà phần lớn nạn nhân là trẻ em. Kết quả là, các nhà khoa học tức tốc tìm kiếm một giải pháp để ngăn chặn hay chữa trị căn bệnh này. Năm 1938, tổng thống Franklin D. Roosevelt, nạn nhân nổi tiếng nhất thế giới của căn bệnh đã sáng lập Quỹ quốc gia dành cho trẻ em bại liệt March of Dimes Foundation, một tổ chức tài trợ cho việc phát triển một loại vắc-xin.
Năm 1947, Salk được bổ nhiệm vào khoa Y Đại học Pittsburgh. Năm 1948, ông đảm nhận một dự án được Quỹ quốc gia dành cho trẻ em bại liệt tài trợ để xác định số lượng các chủng vi rút bại liệt khác nhau. Salk nhìn thấy một cơ hội để mở rộng dự án ra thành việc phát triển một loại vắc-xin ngừa bệnh sốt bại liệt, và cùng làm việc với nhóm nghiên cứu giàu kỹ năng mà ông tập hợp được trong suốt 7 năm tới. Theo O'Neal, cuộc thực nghiệm được xây dựng để kiểm tra vắc-xin của Salk "là chương trình phức tạp nhất trong lịch sử các cuộc thử nghiệm y khoa, bao gồm 20.000 bác sĩ và nhân viên sức khỏe công cộng, 64.000 cán bộ trường học và 220.000 tình nguyện viên". Trên 1,8 triệu em học sinh đã tham gia vào cuộc thực nghiệm. Khi tin tức về sự thành công của vắc-xin được công bố vào ngày 12 tháng 4 năm 1955, Salk được ví như là "Người làm phép lạ" và ngày hôm đó trở thành một ngày lễ quốc gia. Trên thế giới, một nỗ lực tiêm chủng ngay lập tức bắt đầu, các quốc gia như Canada, Thụy Điển, Đan Mạch, Na Uy, Tây Đức, Hà Lan, Thụy Sĩ và Bỉ lên kế hoạch tiêm ngừa phòng sốt bại liệt bằng vắc-xin của Salk.
Mối quan tâm duy nhất của ông là phát triển một loại vắc-xin an toàn và hiệu quả càng mau chóng càng tốt mà không cần để ý tới lợi ích cá nhân mình. Khi được hỏi rằng ai là người sở hữu bản quyền cho vắc-xin, Salk trả lời "Không có bản quyền nào cả. Ai giữ bản quyền của mặt trời chứ?" Trong 1960, ông sáng lập Viện nghiên cứu sinh học Salk tại La Jolla, Califonia, mà đến ngày nay là một trung tâm nghiên cứu khoa học và y khoa. Ông tiếp tục tiến hành các nghiên cứu và xuất bản sách bao gồm Man Unfolding(1972), The Survival of the Wisest(1973), World Population and Human Values: A new Reality(1981), and Anatomy of Reality: Merging of Intuition and Reason (1983). Những năm cuối đời Salk dành thời gian nghiên cứu vắc-xin HIV. Những ghi chép cá nhân của ông được lưu trữ tại thư viện Đại học California, San Diego.

## Tiểu sử
Jonas Salk được sinh ra tại Thành phố New York vào ngày 28 tháng 10, năm 1914. Cha mẹ ông, ông bà Daniel và Dora (nhũ danh là Press) Salk là người Do Thái nhập cư từ Ba Lan, vốn không được học hành đầy đủ. Theo sử gia David Oshinky, Salk sinh trưởng trong nền "văn hóa Do Thái nhập cư" của New York. Ông có hai em trai, Herman và Lee, Lee là một nhà tâm lý học trẻ em. Gia đình ông chuyển từ Đông Harlem tới số 853, đường Elsmere Place, khu Bronx, và đã từng có thời gian sống tại khu Queens (439 Đường Beach 69th, khu Arverne, EnNew York).

## Giáo dục

### Thời trung học
Khi lên tuổi 13, Salk vào học tại trường Trung học Townsend Harris, là trường công dành cho các học sinh năng khiếu. Được đặt theo tên của người sáng lập Đại học Thành phố của New York(CCNY), theo Oshinsky, trường là "bệ phóng cho những đứa con trai tài năng của các gia đình người nhập cư mà không có đủ tiền hay địa vị để vào học tại một trường tư hàng đầu". Tại trường trung học, "ông nổi tiếng là một người cầu toàn" hay "kẻ đọc bất cứ cuốn nào có được", theo lời kể của một người bạn học. Các học sinh của trường phải học dồn chương trình bốn năm vào trong chỉ ba năm. Kết quả là, phần lớn các em phải bỏ ngang hay bị buộc thôi học, dù cho khẩu hiệu của trường là "học, học, học". Tuy nhiên, trong số những học sinh tốt nghiệp thì phần lớn đều có đủ điểm để vào học tại CCNY, nổi tiếng là một trường đại học cạnh tranh cao:96.

### Thời đại học
Salk đăng ký vào học tại CCNY và có bằng cử nhân khoa học chuyên ngành về hóa học năm 1934. Oshinsky viết rằng "đối với các gia đình lao động nhập cư, Đại học Thành phố tượng trưng cho đỉnh cao về giáo dục đại học công. Đậu vào rất khó nhưng học phí thì miễn hoàn toàn. Việc cạnh tranh rất khắc nghiệt nhưng luật lệ cũng rất công bằng. Không ai được thiên vị chỉ vì xuất thân".
Theo lời khuyên của mẹ mình, ông gác lại mong muốn trở thành một luật sư, thay vào đó lại tập trung vào những môn học cần thiết để được nhận vào trường y. Tuy nhiên, theo Oshinsky, cơ sở vật chất tại Đại học Thành phố là "đồ hạng thường". Không có phòng nghiên cứu, thư viện thì không đầy đủ. Giảng viên nhà trường có một số ít học giả nổi tiếng. Oshinhsky viết rằng "Điều làm cho ngôi trường đặc biệt" chính là "những sinh viên đã cạnh tranh rất khốc liệt để được vào học ở đây...những người được định hướng bởi cha mẹ mình... Từ những thập niên 1930 và 1940, hàng ngũ này được biết đến với tài năng trí tuệ dồi dào, bao gồm hơn tám chủ nhân giải Nobel và nhiều học vị tiến sĩ (PhD) hơn bất kỳ một trường đại học công lập nào khác ngoại trừ Đại học California ở Berkeley". Salk vào học tại CCNY vào năm 15 tuổi, là "một độ tuổi phổ biến đối với những tân sinh viên đã học nhảy nhiều lớp trước đó".:98
Thời thơ ấu, Salk nhìn chung không tỏ ra mấy hứng thú với y học hay khoa học. Ông trả lời trong một lần phỏng vấn với Viện Thành tựu (Academy of Achievement), "Khi còn nhỏ tôi không có hứng thú với khoa học. Tôi lại chỉ quan tâm tới những chuyện con người, khía cạnh con người của tự nhiên, và nếu bạn muốn thì tôi sẽ tiếp tục yêu thích khái cạnh này."

### Trường y
Tốt nghiệp Đại học Thành phố, Salk đăng ký vào Đại học New York(New York University -NYU) để theo học ngành y. Theo sử gia Oshinsky, NYU có được danh tiếng khiêm tốn là nhờ vào các cựu học sinh nổi tiếng như Walter Reed, người đã giúp đánh bại bệnh sốt vàng da. Học phí thì "tương đối là thấp, hơn nữa, trường không kỳ thị người Do Thái,... trong khi phần lớn các trường y xung quanh như Cornell, Columbia, University of Pennsylvania, và Yale, đều có những chỉ tiêu khắt khe theo ý mình". Ví dụ như Yale, vào năm 1935, chỉ nhận 76 trong 501 thí sinh dự tuyển. Mặc dù có đến 200 thí sinh là người Do Thái chỉ có năm người trúng tuyển:98. Trong những năm học tại Khoa Y Đại học New York, Salk làm kỹ thuật viên phòng thí nghiệm suốt năm học và phụ trách cắm trại trong mùa hè.
Trong việc học hành, Salk trở nên nổi trội so với bạn bè, theo sử gia Bookchin, "không chỉ vì thành tích học tập liên tục xuất sắc – ông đã là thành viên của Cộng đồng y khoa danh dự Alpha Omega Alpha(Alpha Omega Alpha Medical Honor Society), và cả Cộng đồng Phi Beta Kappa – mà còn bởi ông quyết định không hành nghề bác sĩ". Thay vào đó, ông say mê với công việc nghiên cứu, thậm chí còn bảo lưu một năm để học môn hóa-sinh. Sau đó ông tập trung nhiều hơn vào môn vi trùng học để thay cho trọng tâm của mình là y học. Ông nói rằng ham muốn của ông là được giúp đỡ toàn thể nhân loại hơn là từng bệnh nhân. "Chính công việc phòng thí nghiệm đã mang lại hướng đi mới cho cuộc đời ông."
Theo như Salk nói: "Dự định của tôi là vào học trường y, rồi trở thành nhà khoa học y khoa. Tôi không có ý định hành nghề, mặc dù trong trường và trong giai đoạn thực tập sinh tôi đã hoàn thành mọi thứ cần thiết cho việc trở thành bác sĩ. Tôi đã luôn có cơ hội để bỏ ngành y và đi theo hướng nghiên cứu khoa học. Có lần vào cuối năm thứ nhất tại trường y, tôi nhận được một cơ hội để dành cả một năm trời cho nghiên cứu và giảng dạy môn hóa-sinh, và tôi đã nhận lời. vào cuối năm đó, họ bảo rằng nếu tôi muốn, tôi có thể chuyển sang và lấy bằng tiến sĩ(PhD) chuyên ngành hóa-sinh. Nhưng lúc đó tôi vẫn còn ý muốn theo đuổi y học. Và, tôi tin rằng quyết định đó có liên hệ với tham vọng hay ham muốn ban đầu của tôi, đó là được giúp đỡ loài người, có thể nói là, trên bình diện rộng, hơn là từng người một."

## Sách đã xuất bản
- Man Unfolding (1972)
- Survival of the Wisest (1973)
- World Population and Human Values: A New Reality (1981)
- Anatomy of Reality: Merging of Intuition and Reason (1983)